# Walker (cráter)
Walker es un cráter de impacto perteneciente a la cara oculta de la Luna. Se encuentra al noroeste de la enorme planicie amurallada del cráter Apolo. Equidista de los cráteres Plummer al este y Rumford al oeste-suroeste.
Este cráter es aproximadamente circular, con un borde exterior ligeramente desgastado debido a impactos menores. El brocal del sector noroeste, en particular, se ha fusionado con un cráter más pequeño, y posee otro impacto en el suelo interior, junto a la pared oeste-noroeste.

## Cráteres satélite
Por convención estos elementos son identificados en los mapas lunares poniendo la letra en el lado del punto medio del cráter que está más cercano a Walker.
|        | \| Walker \| Coordenadas \| Diámetro \| \| ------ \| -------------------------------- \| -------- \| \| A \| 24°54′S 162°00′O / -24.9, -162.0 \| 20 km \| \| G \| 26°54′S 158°48′O / -26.9, -158.8 \| 20 km \| \| N \| 29°00′S 162°36′O / -29.0, -162.6 \| 17 km \| \| R \| 26°30′S 163°48′O / -26.5, -163.8 \| 17 km \| \| W \| 24°36′S 164°18′O / -24.6, -164.3 \| 44 km \| \| Z \| 22°24′S 161°54′O / -22.4, -161.9 \| 16 km \| |          |
| Walker | Coordenadas | Diámetro |
| A      | 24°54′S 162°00′O / -24.9, -162.0 | 20 km    |
| G      | 26°54′S 158°48′O / -26.9, -158.8 | 20 km    |
| N      | 29°00′S 162°36′O / -29.0, -162.6 | 17 km    |
| R      | 26°30′S 163°48′O / -26.5, -163.8 | 17 km    |
| W      | 24°36′S 164°18′O / -24.6, -164.3 | 44 km    |
| Z      | 22°24′S 161°54′O / -22.4, -161.9 | 16 km    |